# 6148 Іґнацґюнтер
6148 Іґнацґюнтер (6148 Ignazgünther) — астероїд головного поясу, відкритий 16 жовтня 1977 року.
Тіссеранів параметр щодо Юпітера — 3,472.